# 午夜藍
午夜藍（英語：Midnight Blue），是一種顏色，是藍色顏色之一，介乎深藍和黑色之間，因為近似午夜天空黑暗的顏色而得名。
午夜藍亦是一種正式的Crayola蠟筆顏色，最初叫做普魯士藍。一種網頁安全顏色，午夜藍是一個非常普遍的顏色，出現在各種各樣的網站中，包括Google的Blogger最新版本。
《午夜藍》也是盧·加咸一首歌曲名稱。
午夜藍是唐吉訶德吉祥物Donpen的顏色。